# Gimnastika na Poletnih olimpijskih igrah 1952
Gimnastika na Poletnih olimpijskih igrah 1952. Tekmovanja so potekala v osmih disciplinah za moške in sedmih za ženske med 19. in 24. julijem 1952 v Helsinkih. 

## Dobitniki medalj
| Disciplina          | Zlato | Srebro | Bron |
| Mnogoboj ekipno     | Sovjetska zveza · Vladimir Beljakov · Josif Berdijev · Viktor Čukarin · Jevgenij Korolkov · Dimitro Leonkin · Valentin Muratov · Mihail Perelman · Grant Šaginjan | Švica · Hans Eugster · Ernst Fivian · Ernst Gebedinger · Jack Günthard · Hans Schwarzentruber · Josef Stalder · Melchior Thalmann · Jean Tschabold | Finska · Paavo Aaltanen · Kalevi Laitinen · Onni Lappalainen · Kaino Lempinen · Berndt Lindfors · Olavi Rove · Heikki Savolainen · Kalevi Viskari |
| Mnogoboj posamično  | Viktor Čukarin (URS) | Grant Šaginjan (URS) | Josef Stalder (SUI) |
| Parter              | William Thoresson (SWE) | Jerzy Jokiel (POL) · Tadao Uesako (JPN) | |
| Konj z ročaji       | Viktor Čukarin (URS) | Grant Šaginjan (URS) Jevgenij Korolkov (URS) | |
| Krogi               | Grant Šaginjan (URS) | Viktor Čukarin (URS) | Dmitri Leonkin (URS) · Hans Eugster (SUI) |
| Preskok             | Viktor Čukarin (URS) | Masao Takemoto (JPN) | Takaši Ono (JPN) · Tadao Uesako (JPN) |
| Enovišinska bradlja | Hans Eugster (SUI) | Viktor Čukarin (URS) | Josef Stalder (SUI) |
| Drog                | Jack Günthard (SUI) | Josef Stalder (SUI) · Alfred Schwarzmann (GER) | |

## Dobitnice medalj
| Disciplina               | Zlato | Srebro | Bron |
| Mnogoboj ekipno          | Sovjetska zveza · Nina Bočarova · Pelageja Danilova · Marija Gorohovska · Jekaterina Kalinčuk · Galina Minajčeva · Galina Šamraj · Galina Urbanovič | Madžarska · Andrea Bodo · Iren Karcsics · Erzsebet Gulyas · Ágnes Keleti · Margit Korondi · Edit Perenyi-Weckinger · Olga Tass · Maria Zalai-Kovi | Češkoslovaška · Hana Bobkova · Alena Chadimova · Jana Rabasova · Alena Reichova · Matylda Sinova · Božena Srncová · Vera Vancurova · Eva Vechtova |
| Mnogoboj posamično       | Marija Gorohovska (URS) | Nina Bočarova (URS) | Margit Korondi (HUN) |
| Preskok                  | Jekaterina Kalinčuk (URS) | Marija Gorohovska (URS) | Galina Minajčeva (URS) |
| Dvovišinska bradlja      | Margit Korondi (HUN) | Marija Gorohovska (URS) | Ágnes Keleti (HUN) |
| Gred                     | Nina Bočarova (URS) | Marija Gorohovska (URS) | Margit Korondi (HUN) |
| Parter                   | Ágnes Keleti (HUN) | Marija Gorohovska (URS) | Margit Korondi (HUN) |
| ekipno (prenosna orodja) | Švedska · Karin Lindberg · Ann-Sofi Pettersson · Evy Berggren · Gun Roring · Gota Pettersson · Ingrid Sandahl                                       | Sovjetska zveza · Marija Gorohovska · Nina Bočarova · Galina Minajčeva · Galina Urbanovič · Pelageja Danilova · Galina Šamraj                     | Madžarska · Margit Korondi · Ágnes Keleti · Edit Perenyi-Weckinger · Olga Tass · Erzsebet Gulyas · Maria Zalai-Kovi                               |

## Medalje po državah
| Poz | Država          | Zlato | Srebro | Bron | Skupaj |
| 1   | Sovjetska zveza | 9     | 11     | 2    | 22     |
| 2   | Švica           | 2     | 2      | 3    | 7      |
| 3   | Madžarska       | 2     | 1      | 5    | 8      |
| 4   | Švedska         | 2     | 0      | 0    | 2      |
| 5   | Japonska        | 0     | 2      | 2    | 4      |
| 6   | Poljska         | 0     | 1      | 0    | 1      |
| 6   | Nemčija         | 0     | 1      | 0    | 1      |
| 8   | Češkoslovaška   | 0     | 0      | 1    | 1      |
| 8   | Finska          | 0     | 0      | 1    | 1      |